# Cabrino Fondulo

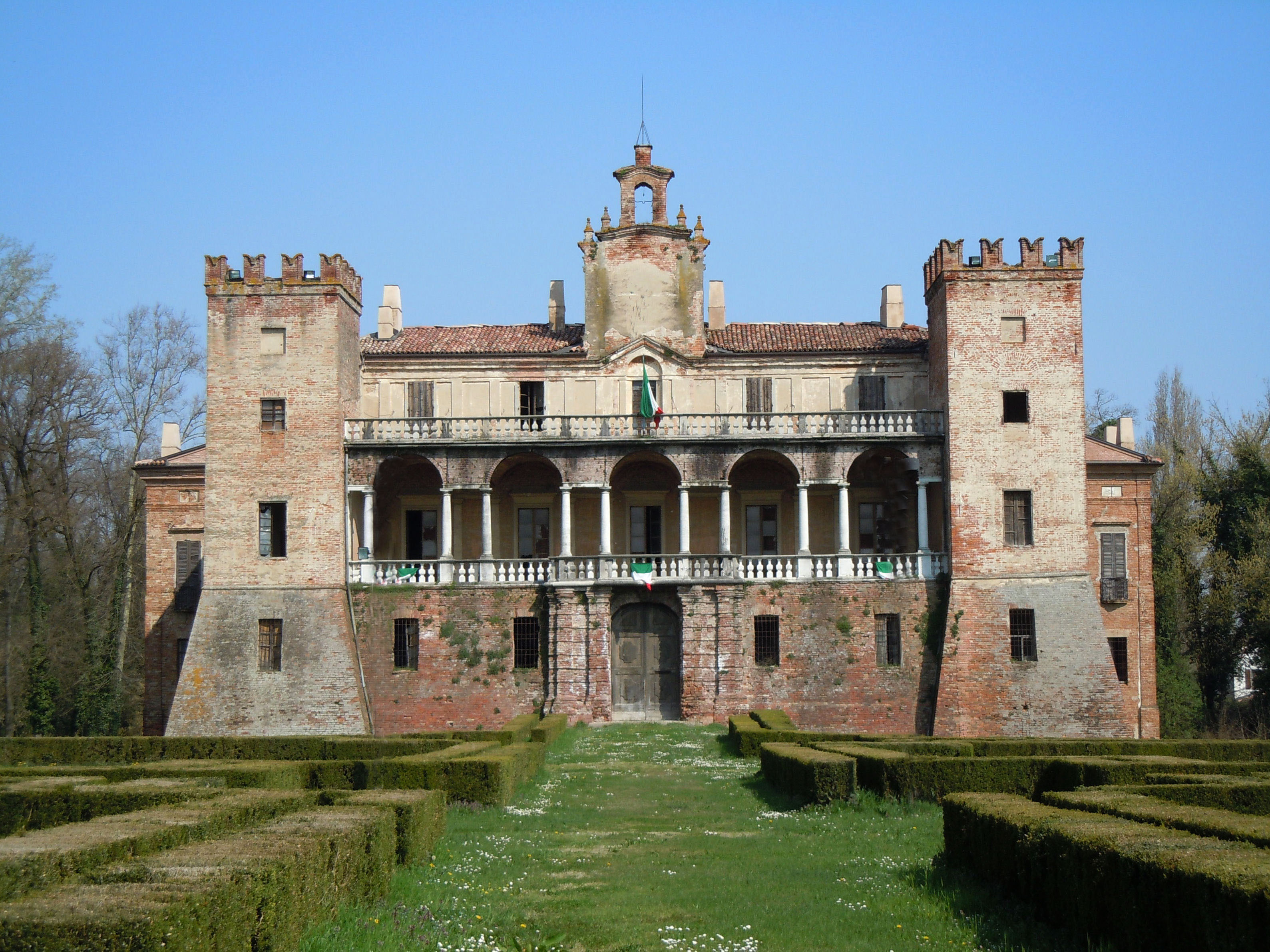
San Giovanni in Croce, Villa Medici del Vascello, iniziata da Cabrino Fondulo

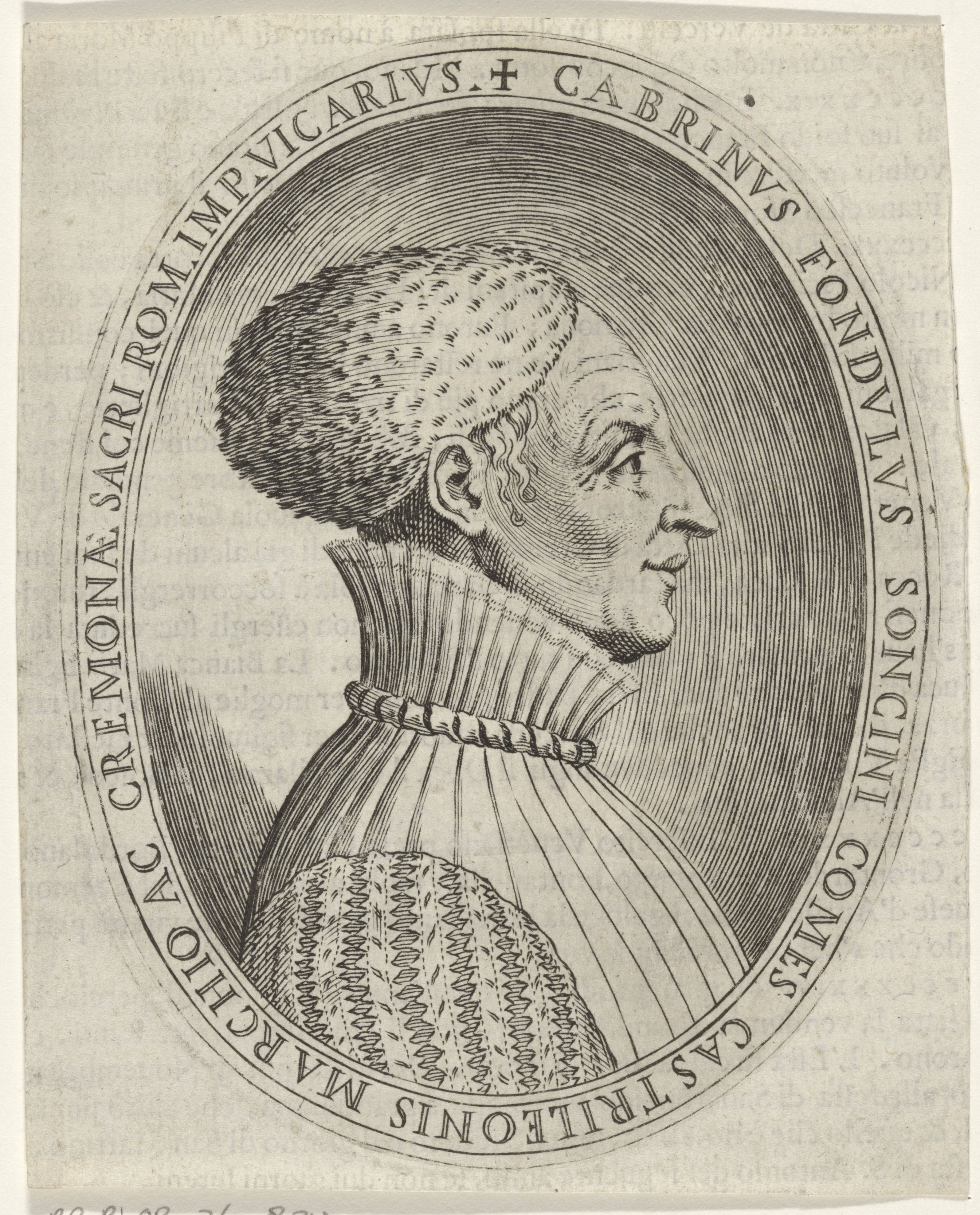
Agostino Carracci, Ritratto di Cabrino Fondulo

Cabrino Fondulo (Soncino, 28 marzo 1370 – Milano, 12 febbraio 1425) è stato un condottiero italiano.

## I primi anni
Cabrino Fondulo nacque a Soncino (Cremona) il 28 marzo 1370 da Venturino ed Agnese Covo.
Partecipò al suo primo fatto d'arme proprio a Soncino nel Carnevale del 1386, in una sanguinosa rissa tra le famiglie Fondulo e Barbò.
In seguito, cospirò insieme al padre per consegnare il borgo ai nemici di Gian Galeazzo Visconti, signore di Milano e di Soncino. Tale attività suscitò l'attenzione di Francesco I Gonzaga, signore di Mantova, che nel 1392 richiese Cabrino ed il fratello Pagano a Gazzuolo (Mantova) per ordire trame contro Gian Galeazzo.
Ritornati in patria, i fratelli Fondulo furono arrestati ed incarcerati. Entrambi furono condannati a morte, tuttavia soltanto Pagano fu decapitato: Cabrino riuscì infatti a evadere dal carcere rifugiandosi poi a Viadana (Mantova).

## Al servizio di Ugolino Cavalcabò
Dopo la morte di Gian Galeazzo Visconti, avvenuta nel 1402, Cabrino si alleò con il guelfo cremonese Ugolino Cavalcabò, nipote di Guglielmo, e nell'estate del 1403 lo aiutò a far sollevare Cremona contro il nuovo Duca Giovanni Maria Visconti. Scacciati i Viscontei dalla città, Ugolino fu proclamato signore di Cremona insieme a Giovanni Ponzoni.
Nella medesima estate Cabrino condusse nel Cremonese una serie di operazioni militari contro le fazioni ghibelline e viscontee.
Uno degli scontri più sanguinosi si svolse nei dintorni di Soresina (Cremona), precisamente nel comune di Trigolo nei pressi dell’attuale cascina  S. Vitale, dove furono massacrati più di 400 miliziani ghibellini. Le ossa ritrovate dai contadini nei secoli, vengono conservate presso l’oratorio di S. Vitale.

## Cabrino Fondulo feudatario di Maccastorna
Per i suoi servigi Cabrino ottenne da Ugolino il feudo di Maccastorna (Lodi), nel cui castello pose la propria dimora sposandovi Giustina Rossi di Parma. La moglie, tuttavia, morì pochi mesi dopo il matrimonio, forse per malattia.

## Carlo Cavalcabò nuovo signore di Cremona
Morto Giovanni Ponzoni nel dicembre 1403, Ugolino rimase unico signore di Cremona. Tuttavia, nel dicembre del 1404 il signore cremonese fu catturato presso Brescia da Estorre Visconti. Rimasta vacante per la prigionia di Ugolino, la reggenza della signoria cremonese fu occupata dal cugino Carlo, che, come il precedente signore, continuò a giovarsi dei servigi di Cabrino. Nel 1405 attaccò e distrusse con le sue truppe la rocca di Isola Dovarese, feudo della famiglia Dovara, nemica dei Cavalcabò. Forse in memoria di tale fatto i Dovara scelsero di mettersi sotto la protezione dei Gonzaga.
Cabrino sposò nel marzo successivo Pomina Gavazzi della Somaglia, figlio di Faciuolo, a sua volta imparentato con la famiglia Rossi di Parma. Nello stesso mese Ugolino Cavalcabò riuscì a fuggire dalle prigioni viscontee e tentò di ritornare in patria. Non volendo lasciare il potere, Carlo affidò a Cabrino il compito di arrestare Ugolino e di richiuderlo nel Castello di Santa Croce in Cremona.
Carlo riuscì a conservare il potere per poco tempo, poiché Cabrino il 25 luglio 1406 lo attirò a tradimento nel castello di Maccastorna e insieme al fratello Andreasio e ai gregari della scorta, lo fece uccidere dagli uomini del fidato condottiero Biancarello da Quinzano che gettò poi i cadaveri nella fossa del letame del castello. La stessa notte dell'eccidio, Cabrino s'impadronì del Castello di Santa Croce a Cremona, facendovi uccidere anche Ugolino. Conquistata la roccaforte cremonese, Cabrino riuscì ad ottenere il controllo della città, sfruttando abilmente l'appoggio delle truppe fornite da Ottobono Terzi, signore di Parma, e si fece proclamare nuovo signore di Cremona.
Si alleò con i Fiorentini, armò duemila cavalli ed obbligò ogni cittadino cremonese dai 17 ai 60 anni ad armarsi. Cacciarono dai castelli le genti ducali e uccisero i principali cittadini sospetti di connivenza cogli avversari. Stando alla testimonianza dell'erudito Bresciani, il Fondulo, creò Bartolino Ariberti, nobile cremonese, "per le sue eroiche attioni ne' tumulti de Cavalcabovi" vice-conte di Castelnuovo Bocca d'Adda.
Si collegò coi marchesi di Monferrato e di Mantova. Nel 1408 ottenne il titolo - puramente nominale - di conte di Soncino dai Visconti e nel 1414 comperò il titolo di Vicario imperiale dall'imperatore Sigismondo.
Abile militare,  si fece valere nelle varie guerre tra le signorie del periodo. Ciò gli valse anche la nomina di capitano delle milizia a Bologna e la cittadinanza di Firenze, nel 1420.
Nel 1419 il conte Carmagnola condusse a nome del Duca di Milano Filippo Maria Visconti una campagna militare che gli tolse il Cremonese. Assediato nella stessa Cremona dalle truppe avversarie, accettò di ritirarsi a Castelleone (Cremona) con il titolo di Marchese. Ma nel 1424 cadde in un'imboscata: fu arrestato da Oldrado II Lampugnani ministro milanese. Tradotto a Milano, nel 1425 fu decapitato.